# FC 빌
FC 빌 1900(FC Wil 1900) 또는 FC 빌(FC Wil)은 1900년에 창단한 스위스의 축구 클럽으로 장크트갈렌주 빌을 연고지로 한다. 현재는 스위스 챌린지리그에 참가하고 있다.

## 성적
- 스위스컵: 우승 1회 (2004)

## 선수 명단

### 현역
참고: FIFA 자격 규정에 따라 소속된 국가대표팀 국기를 표시합니다. 선수는 복수의 FIFA 비회원국 국적을 가지고 있을 수 있습니다.
| 번호 | 포지션 | 국적   | 이름          |
| ---- | ------ | ------ | ------------- |
| 7    | MF     | 코소보 | 베하르 네지리 |

| 번호 | 포지션 | 국적         | 이름                |
| ---- | ------ | ------------ | ------------------- |
| 20   | MF     | 알바니아     | 카스트리호트 은다우 |
| 21   | DF     |              | 우마르 사호         |
| 33   | MF     | 북마케도니아 | 루안 아바지         |

## 역대 감독
| 감독            | 임기        |
| --------------- | ----------- |
| 마르셀 콜러     | 1997 ~ 1998 |
| 알렉산더 프라이 | 2020 ~      |